# Leeds (Dakota Północna)
Leeds – miasto w Stanach Zjednoczonych, w stanie Dakota Północna, w hrabstwie Benson.